# Monolepta semihumeralis
Monolepta semihumeralis es una especie de insecto coleóptero de la familia Chrysomelidae.
Fue descrita científicamente en 1989 por Kimoto.